# Georg Christian Kindt
Georg Christian Kindt (* 23. August 1793 in Lübeck; † 1. März 1869 in Bremen) war ein deutscher Apotheker und Naturforscher.

## Leben
Georg Christian Kindt war jüngerer Sohn des aus Wismar stammenden Apothekers Gabriel Ludolph Kindt (1748–1813) in Lübeck und seiner Frau Sophie Christine, geb. Trendelenburg (1759–1821), einer Tochter von Karl Ludwig Friedrich Trendelenburg sowie Schwester von Theodor Friedrich Trendelenburg und Johann Georg Trendelenburg. Sein älterer Bruder Franz Friedrich Kindt wurde Apotheker und übernahm von ihrem Vater die „Kleine Apotheke“, die spätere Adler-Apotheke, in Lübeck.

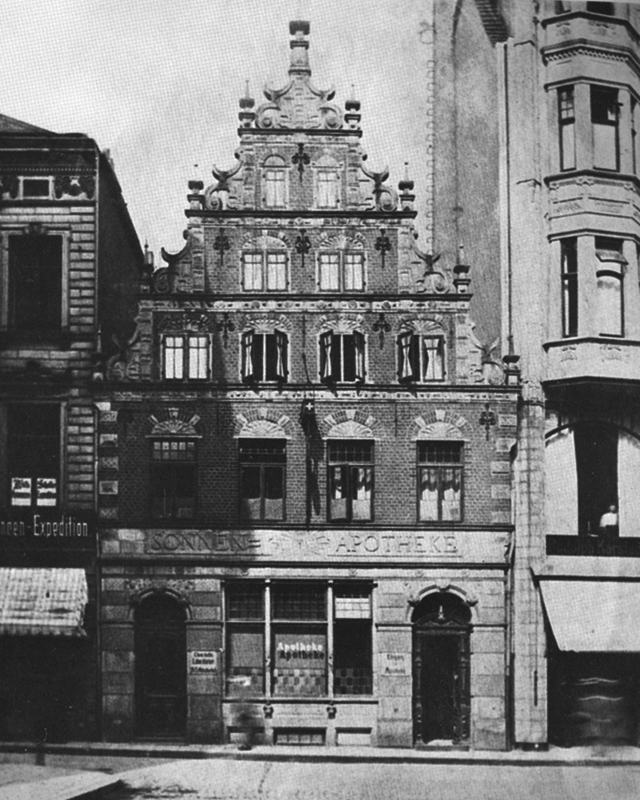
Die ehemalige Sonnenapotheke in der Bremer Sögestraße um 1890

Kindt besuchte das Katharineum zu Lübeck und machte 1809 bis 1813 eine Apothekerlehre bei dem Apotheker und Chemiker Johann Friedrich Westrumb in Hameln, wo er zur Chemie fand. Als Apothekergehilfe arbeitete er bei seinem Bruder in Lübeck und bei dem Apotheker Ernst Wilhelm Martius in Erlangen. 1815 nahm Kindt in der Hanseatischen Legion an den Befreiungskriegen teil. 1817 bis 1818 verwaltete er die Hofapotheke in Wismar, die einst von seinem Großvater geführt worden war. 1818 kam er an die Sonnenapotheke in der Sögestraße Nr. 18 in Bremen und wurde von 1819 bis 1854 deren Besitzer. Das von Lüder von Bentheim erbaute imposante Gebäude der Weserrenaissance wurde 1944 bei einem Luftangriff zerstört. Georg Christian Kindt war, wie sein älterer Bruder in Lübeck, allen technischen Neuerungen gegenüber aufgeschlossen und führte in Bremen die jeweils neuesten physikalischen und chemischen Apparate und Methoden ein, so dass seine Apotheke einen naturwissenschaftlichen Mittelpunkt der Stadt bildete. Frühzeitig übernahm er unter dem Einfluss von Gustav Woldemar Focke die Mikroskopie als Untersuchungsmethode. 1849 war er der erste, der ein Mikroskopokular von Carl Kellner und Moritz Hensoldt bezog.
Einer seiner vielen Schüler war der aus Lübeck stammende Chemiker Hermann Fehling. Kindt war Gründungsvorstand des Naturwissenschaftlichen Vereins zu Bremen. Er schrieb für das Polytechnische Journal von Emil Maximilian Dingler und verfasste zahlreiche Gutachten für Bremer Behörden, Bürger und Fabrikanten.

## Schriften
- Die erste Dampfschifffahrt auf der Weser und ihr Begründer, Friedr. Schröder. In: Naturwissenschaftlicher Verein zu Bremen (Hrsg.): Abhandlungen. Band 1. C. Ed. Müller, Bremen 1868, S. 329–344.